# Серку
Серку (фр. Cercoux) насеље је и општина у западној Француској у региону Поату-Шарант, у департману Приморски Шарант која припада префектури Жонзак.
По подацима из 2011. године у општини је живело 1208 становника, а густина насељености је износила 28,84 становника/km². Општина се простире на површини од 41,88 km². Налази се на средњој надморској висини од 86 метара (максималној 111 m, а минималној 18 m).

## Демографија
| 1962. | 1968. | 1975. | 1982. | 1990. | 1999. | 2011. |
| ----- | ----- | ----- | ----- | ----- | ----- | ----- |
| 1.089 | 1.226 | 1.103 | 1.204 | 1.101 | 1.065 | 1.208 |

График промене броја становника у току последњих година